# Nectopsyche stigmatica
Nectopsyche stigmatica is een schietmot uit de familie Leptoceridae. De soort komt voor in het Neotropisch en het Nearctisch gebied.